# Вудмэнси, Марта
Марта Вудмэнси (родилась в 1944 году) — американский учёный, профессор Университета Кейс Вестерн Резерв, Кливленд, штат Огайо.

## Биография
Вудмэнси училась в Северо-Западном университете (бакалавр искусств) и Стэнфордском университете (магистр гуманитарных наук, доктор философии).
Она работала на факультете английского языка Университета Кейс Вестерн Резерв с 1986 года, а в 2003 году начала преподавать в школе права. Кроме того, она была директором Общества критического обмена, национальной организации, основанной для совместной междисциплинарной работы по теории. В 2008 году она основала Международное общество по истории и теории интеллектуальной собственности. В 1999 году она стала лауреатом стипендии Гуггенхайма, а в 2004 году — стипендии Фулбрайта.
Сфера её научных интересов охватывает литературу XVIII и XIX века, критическую теорию, культурные исследования, включая книжное пиратство и зарождение международного авторского права в XIX веке. В частности она продемонстрировала, как новый класс профессиональных писателей Германии в XVIII веке, стремясь оправдать правовую защиту своих трудов, пытались по-новому определить характер письма и таким образом помогли понятию авторства приобрести свою современную форму. В то же время она отмечает, что изменение литературного определения авторства мало повлияло на экономическое и правовое определение.

## Работы
Автор
- The Author, Art, and the Market: Rereading the History of Aesthetics. Columbia UP, 1994. ISBN 0231106017

Редактор
- The New Economic Criticism: Studies at the Interface of Literature and Economics. Routledge, 1999.
- The Construction of Authorship: Textual Appropriation in Law and Literature (co-edited with Peter Jaszi). Duke UP, 1994. ISBN 0822314126
- Erkennen und Deuten. Essays zur Literatur und Literaturtheorie. Erich Schmidt, 1983.

Перевод
- Szondi, Peter. Introduction to Literary Hermeneutics. Cambridge UP, 1995. ISBN 0521301114